# Alessandro Grandoni
Alessandro Grandoni (Terni, Italia, 27 de julio de 1977) es un ex-futbolista italiano, se desempeñaba como defensa.

## Clubes
| Club             | País   | Año       | Partidos | Goles |
| ---------------- | ------ | --------- | -------- | ----- |
| Ternana          | Italia | 1994-1996 | 55       | 2     |
| SS Lazio         | Italia | 1996-1998 | 33       | 1     |
| UC Sampdoria     | Italia | 1998-2000 | 32       | 0     |
| Torino FC        | Italia | 2000      | 17       | 1     |
| UC Sampdoria     | Italia | 2000-2003 | 106      | 0     |
| Modena FC        | Italia | 2003-2004 | 16       | 0     |
| AS Livorno       | Italia | 2004-2009 | 145      | 2     |
| ASD Gallipoli    | Italia | 2009-2010 | 13       | 0     |
| Olympiakos Volou | Grecia | 2010      | 0        | 0     |

- Datos: Q1371105